# Cmentarz wojenny nr 253 – Żabno
Cmentarz wojenny nr 253 – Żabno – cmentarz z I wojny światowej, znajdujący się w miejscowości Żabno, w gminie Żabno, powiecie tarnowskim, województwie małopolskim. Jeden z ponad 400 zachodniogalicyjskich cmentarzy wojennych zbudowanych przez Oddział Grobów Wojennych C. i K. Komendantury Wojskowej w Krakowie.  W VII okręgu Dąbrowa cmentarzy tych jest 12. 

## Opis cmentarza
Zaprojektowany przez austriackiego architekta Johanna Watzala jako kwatera wojskowa na cmentarzu parafialnym w Żabnie. Ma plan dwóch prostokątów; jeden jest większy, drugi mniejszy i złożone są w kształt litery T. Głównym elementem cmentarza jest ściana pomnikowa zwieńczona krzyżem maltańskim. Na jej przedniej ścianie jest tablica inskrypcyjna z napisem:
DIE SICH IM LEBEN

BEKRIEGTEN

LIEGEN IM TODE VEREINT

EIN VATERLAND BEWEINT

DIE SIEGER UND DIE

BESIEGTEN

1914 + 1915
W tłumaczeniu na język polski: Za życia/ walczący/ leżą po śmierci pojednani/ ojczyzna opłakuje jednakowo/ zwycięzców i /pokonanych.
Ogrodzenie cmentarz składa się częściowo z muru, a częściowo z betonowych oraz żelaznych słupków, pomiędzy którymi zamontowano stalowe rury. Wejście  znajduje się od strony alei głównej cmentarza i ma postać dwuskrzydłowej, żelaznej bramki zwieńczonej podwójnym krzyżem lotaryńskim. Pola grobowe otoczone są betonowymi krawężnikami. Jest kilka rodzajów nagrobków:
- z betonowym, półokrągłym cokołem, na którym zamontowano kute krzyże dwuramienne z blaszaną tabliczką imienną
- z betonowym cokołem, na którym zamontowano wykonane z płaskowników krzyże nakryte dwuspadowym, ząbkowanym daszkiem
- z betonowym, półokrągłym cokołem, na którym zamontowano krzyże nakryte półkolistymi, ząbkowanymi daszkami przedłużonymi do podstawy krzyża

Ponadto na cmentarzu, zaraz za bramką wejściową jest betonowy pomnik zwieńczony betonowym krzyżem. To pomnik pochowanych tutaj polskich żołnierzy września 1939 r. Przed tablicą inskrypcyjną jest drugi betonowy pomnik zwieńczony rosyjską gwiazdą. Ustawiono go na mogile pochowanych tutaj żołnierzy radzieckich poległych w 1945 r. 

## Polegli
Pochowano tutaj 242 żołnierzy w 15 grobach zbiorowych i 69 grobach pojedynczych. Są to:
- 3 żołnierze armii austro-węgierskiej, wszyscy znani z nazwiska (m.in. huzarzy 5. pułku huzarów i 9. pułku huzarów honwedu)
- 239 żołnierzy armii rosyjskiej. Walczyli głównie w 7 rewalskim pułku piechoty, 13 białozerskim p.p., 20 galickim p.p, 33 jeleckim p.p., 38 tobolskim p.p., 122 tamborskim p.p., 125 kurskim p.p., 155 kubańskim p.p., 10 niżnowgorodskim batalionie saperów i 21 rowieńskim batalionie saperów[2]

Są to żołnierze, którzy zmarli w szpitalu w Żabnie. Jako ranni lub chorzy zwożeni byli do niego z okolicznych pól bitewnych i okopów. Wraz z nimi pochowano opiekującą się nimi siostrę miłosierdzia Elinę Elizawietę Tarnowska, która zmarła na chorobę zakaźną. Żołnierze ci zmarli głównie w maju 1915 r., po wielkiej ofensywie połączonych wojsk austro-węgierskich i niemieckich, znanej jako bitwa pod Gorlicami. Nastąpiło wówczas przełamanie obrony rosyjskiej, w wyniku czego armia rosyjska zmuszona była cofnąć się daleko na wschód. Część żołnierzy znarła w grudniu 1914 r.

## Linki zewnętrzne

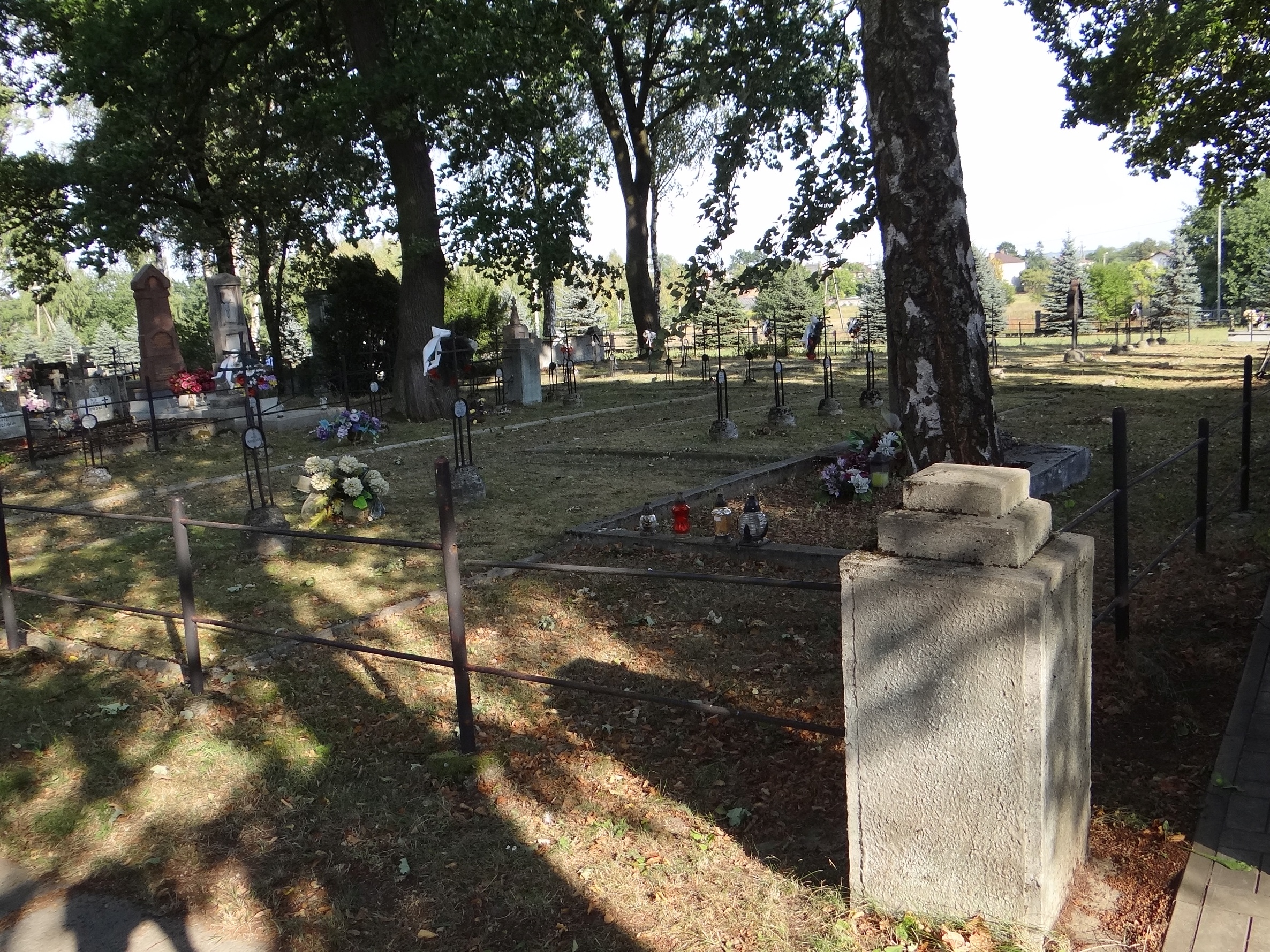
Fragment cmentarza
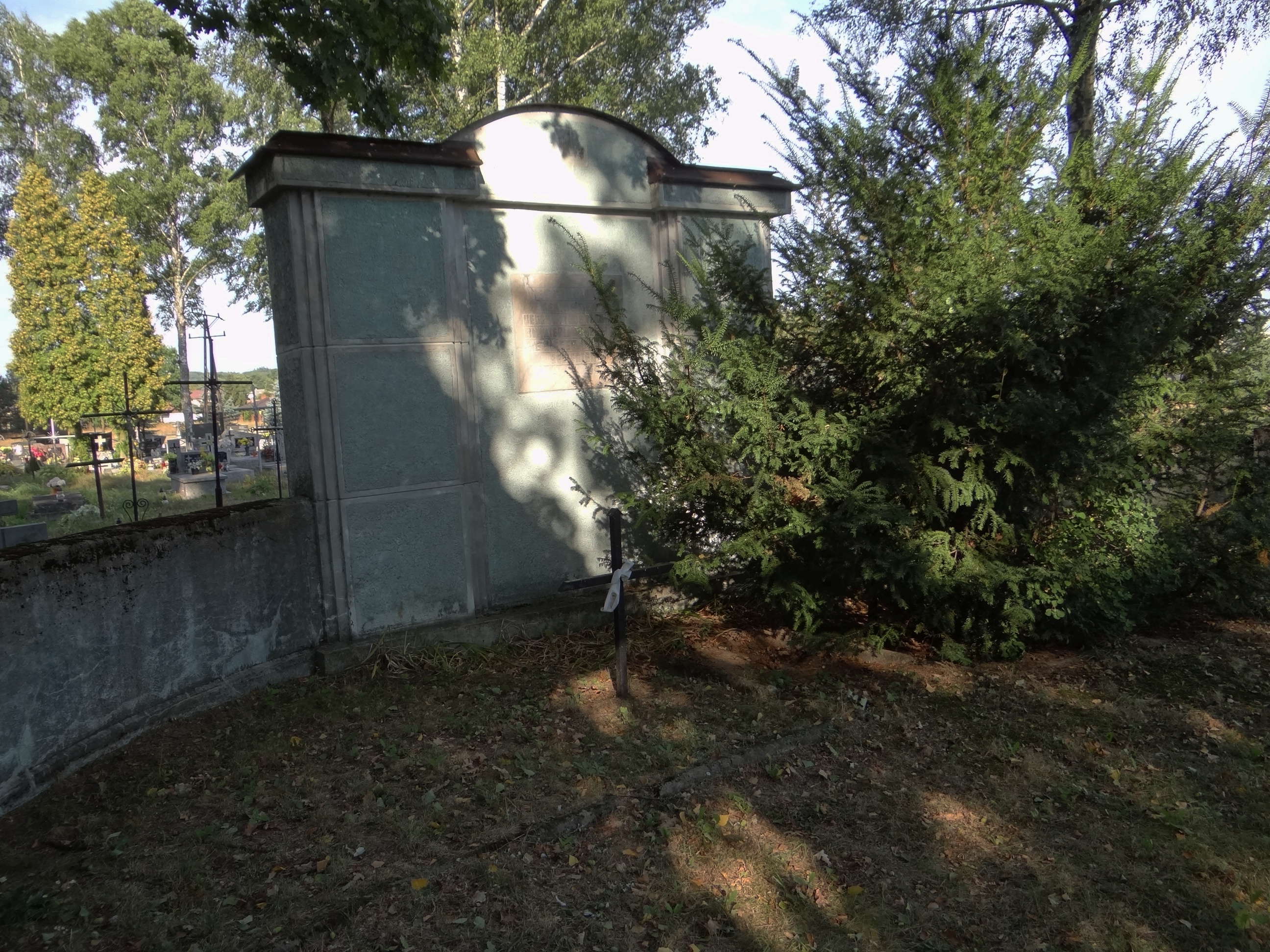
Ściana pomnikowa
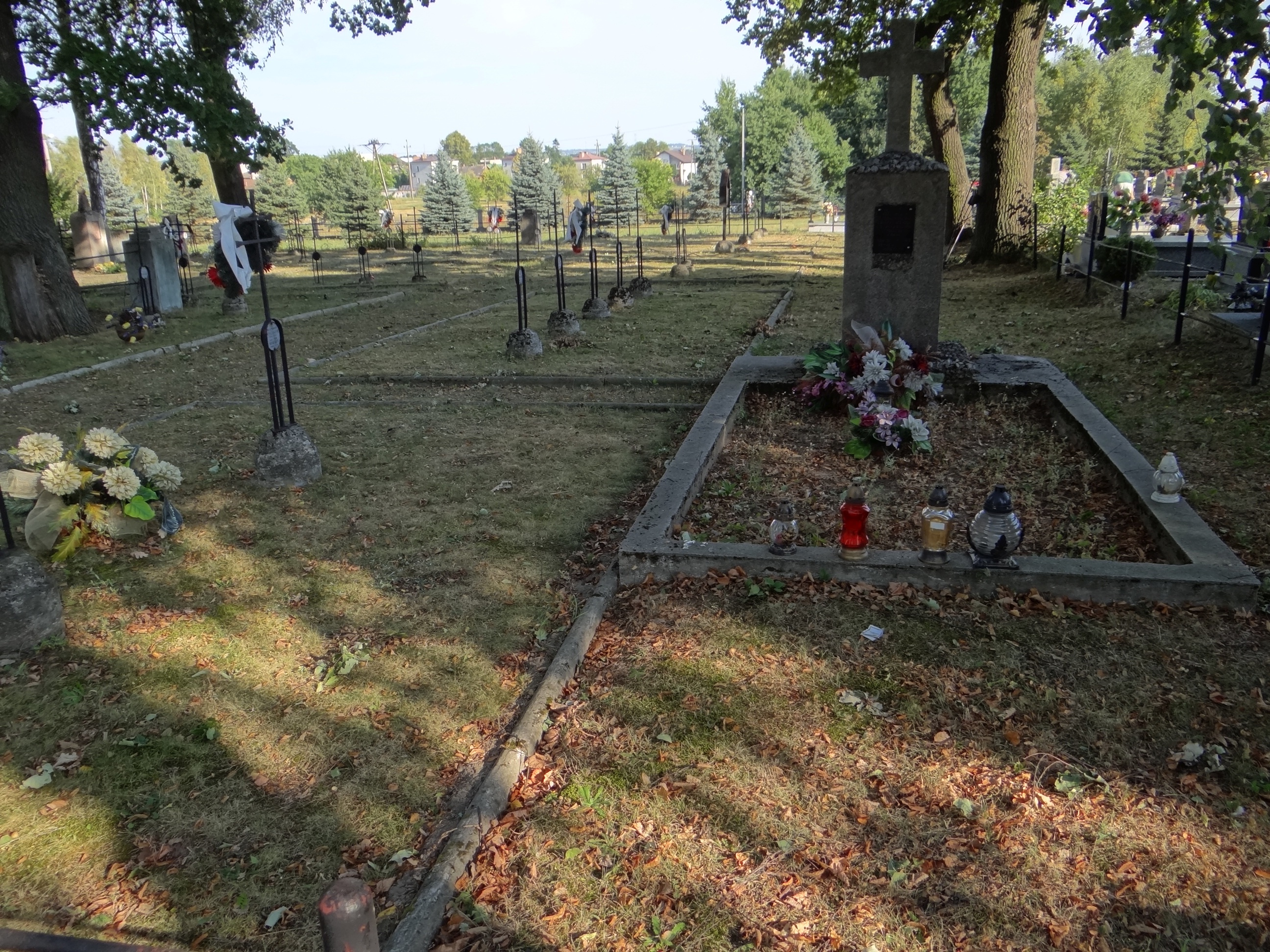
Fragment cmentarza
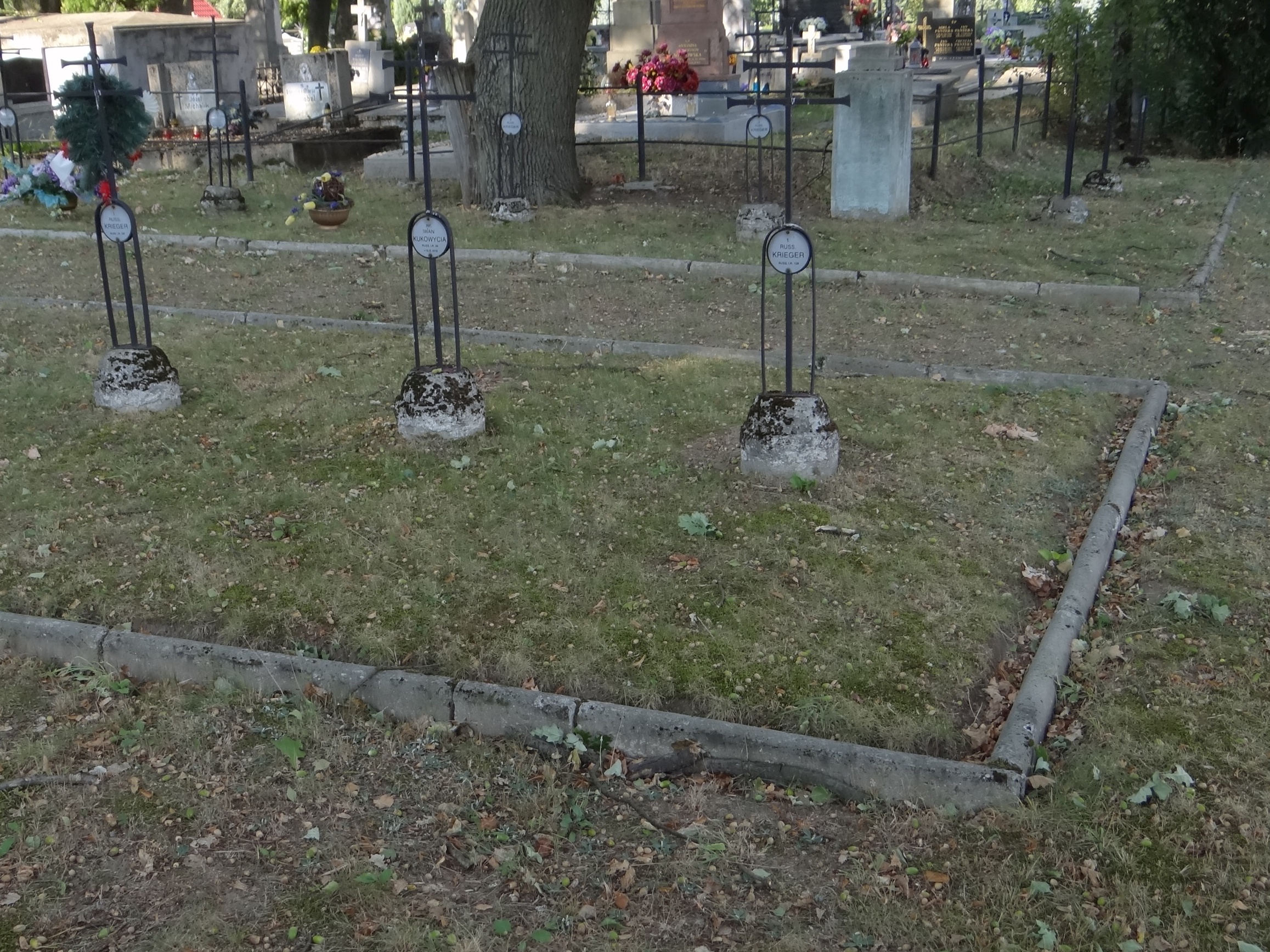
Nagrobki